# Fumiaki Nakamura
Fumiaki Nakamura (født 23. april 1981) er en tidligere japansk fodboldspiller.
Han har spillet for flere forskellige klubber i sin karriere, herunder Mito HollyHock.